# Metrichia helenae
Metrichia helenae är en nattsländeart som beskrevs av Oliver S. Flint Jr. och Bueno-soria 1998. Metrichia helenae ingår i släktet Metrichia och familjen smånattsländor. Inga underarter finns listade i Catalogue of Life.